# Жуково-Морське
Жуково-Морське (пол. Żukowo Morskie) — село в Польщі, у гміні Дарлово Славенського повіту Західнопоморського воєводства.
Населення — 138 осіб (2011).
У 1975-1998 роках село належало до Кошалінського воєводства.

## Демографія
Демографічна структура станом на 31 березня 2011 року:
|          | Загалом | Допрацездатний вік | Працездатний вік | Постпрацездатний вік |
| -------- | ------- | ------------------ | ---------------- | -------------------- |
| Чоловіки | 69      | 18                 | 49               | 2                    |
| Жінки    | 69      | 17                 | 47               | 5                    |
| Разом    | 138     | 35                 | 96               | 7                    |